# Vrchol (geometrie)
Vrchol se v geometrii označuje speciální typ bodu úhlu, mnohoúhelníku nebo tělesa. Označuje se tak průsečík ramen (úhel), průsečík dvou sousedních stran (mnohoúhelník), průsečík tří nebo více hran sousedních stěn (mnohostěn) a průsečík všech stran (kužel). V běžné mluvě se vrchol často označuje jako roh.

## Popis vrcholů

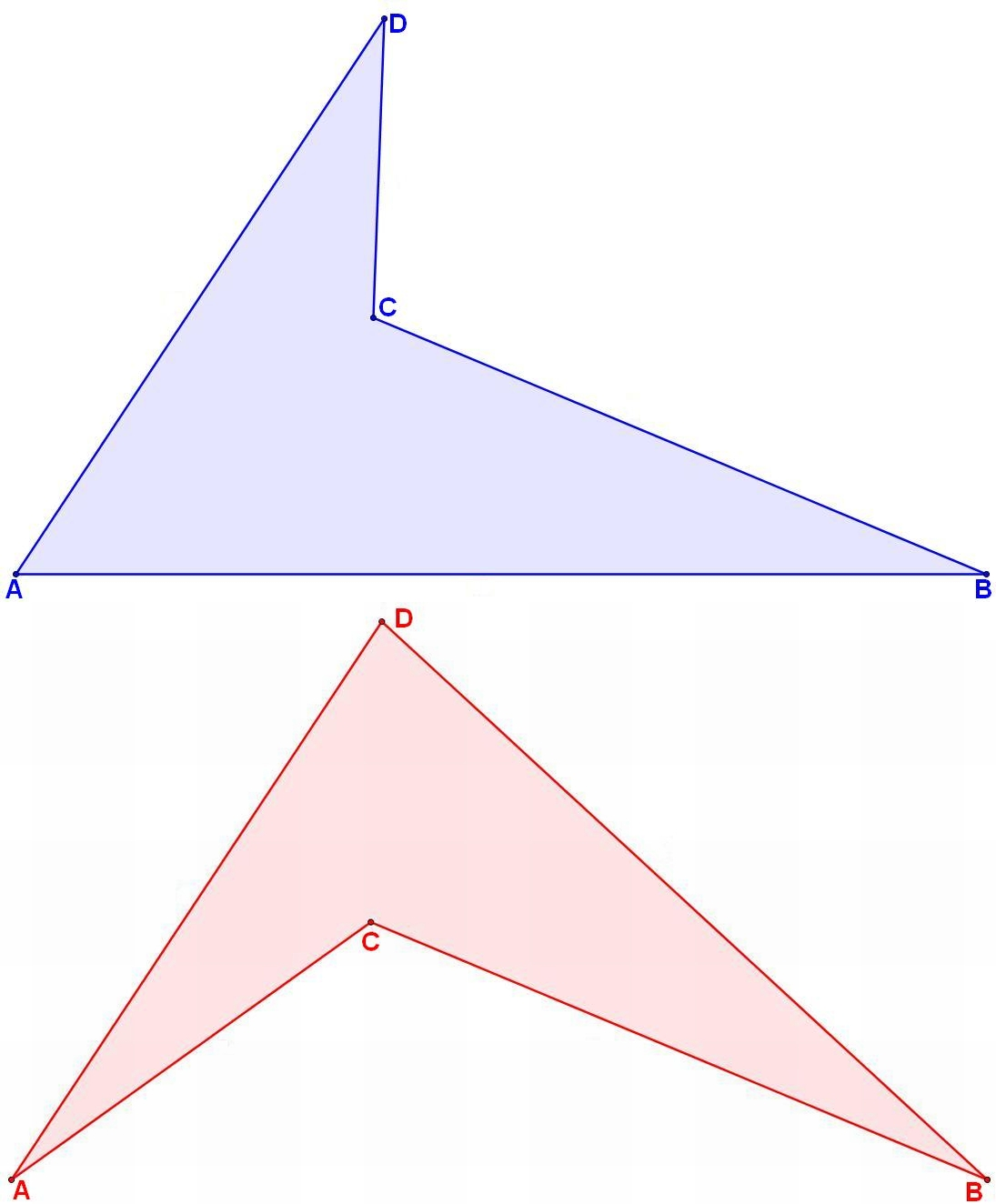
Body ABCD tvoří rozdílné čtyřúhelníky v závislosti na pořadí vrcholů - ABCD, ACBD

Vrcholy se označují velkými písmeny. Úhel má právě jeden vrchol, který se v jeho popisu uvádí uprostřed {\displaystyle \angle AVB} je tedy úhel s vrcholem v bodě V, body A a B jsou body, ležící na ramenech úhlu.
Při popisu mnohoúhelníků je třeba uvádět vrcholy důsledně ve správném pořadí, protože stejné body mohou tvořit vrcholy různých mnohoúhelníků (viz obrázek). Na každé straně leží právě dva vrcholy.
Při popisu mnohostěnů se zpravidla nejprve uvádějí vrcholy dolní podstavy a potom horní, u složitějších mnohostěnů je třeba vysvětlit pořadí vrcholů. Na každé hraně leží právě dva vrcholy.

## Vrchol a ostatní části geometrických útvarů
- Počet vrcholů mnohoúhelníku je shodný s počtem jeho stran.
- Počet úhlopříček (n) konvexního mnohoúhelníku vypočítáme, pokud známe počet jeho vrcholů (V), ze vzorce:

{\displaystyle n={\frac {V\cdot (V-3)}{2}}},
- Počet vrcholů (V) konvexního mnohostěnu určíme, pokud známe počet jeho hran (h) a stěn (s) pomocí tzv. Eulerovy věty:

V - h + s = 2

## Další užití pojmuvrchol
V matematice se užívá také např. pojmů vrchol grafu nebo vrchol křivky. V obecném pojetí se jako vrchol označuje nejvyšší bod hory nebo kopce.

## Vrcholy různých geometrických útvarů

Vrchol úhlu
Vrcholy mnohoúhelníku
Vrcholy mnohostěnu